# Flamenco
Flamenco (phát âm tiếng Tây Ban Nha: [flaˈmeŋko]), theo nghĩa chặt chẽ của nó, là một loại hình nghệ thuật dựa trên các truyền thống âm nhạc dân gian khác nhau của miền nam Tây Ban Nha trong cộng đồng tự trị Andalusia và Murcia. Theo nghĩa rộng hơn, thuật ngữ này được dùng để chỉ một loạt các phong cách âm nhạc Tây Ban Nha. Ghi nhận cổ nhất về nhạc flamenco có từ năm 1774 trong cuốn sách Las Cartas Marruecas của José Cadalso (Akombo 2016) . Flamenco đã bị ảnh hưởng và gắn liền với những người Romani ở Tây Ban Nha; tuy nhiên, nguồn gốc và phong cách của nó là mang phong cách đặc thù của Andalusia (Hayes 2009)   và các nghệ sĩ Flamenco trong lịch sử đã bao gồm những người Tây Ban Nha gốc Romani và không phải gốc Romani.
Manuel Ríos Ruiz lưu ý rằng sự phát triển của flamenco đã được ghi chép rõ ràng: "phong trào sân khấu của sainetes (vở kịch một màn) và tonadillas, các cuốn sách và bản nhạc phổ biến, phong tục, nghiên cứu về các điệu múa và đồ chơi, sự hoàn thiện, báo chí, tài liệu đồ họa trong các bức tranh và bản khắc.... trong sự phát triển liên tục cùng với nhịp điệu, các khổ thơ và khung cảnh." (Ríos Ruiz 1997)   .
Tuy nhiên, nguồn gốc chính xác của flamenco vẫn chưa được biết đến và là chủ đề của nhiều giả thuyết. Phổ biến nhất là flamenco được phát triển thông qua sự giao thoa giữa các nền văn hóa giữa moriscos và gitanos (người Romani của Tây Ban Nha) trong thế kỷ XVI, đặc biệt là ở Đông Andalusia (Machin-Autenrieth 2015) ; Diccionario de la lengua española (Từ điển tiếng Tây Ban Nha) chủ yếu quy việc tạo ra phong cách trực tiếp cho tiếng Tây Ban Nha Romani (Real Academia Española 2019) .
Flamenco đã trở nên phổ biến trên toàn thế giới, đặc biệt là Hoa Kỳ và Nhật Bản. Ở Nhật Bản, có nhiều học viện flamenco hơn ở Tây Ban Nha (Mendoza 2011) . "Ở El Salvador, nhóm Alma Flamenca được coi là đại diện tối đa và tiên phong của phong trào âm nhạc này" (Mendoza 2011) .
Vào ngày 16 tháng 11 năm 2010, UNESCO đã tuyên bố flamenco là một trong những Kiệt tác Di sản truyền khẩu và phi vật thể của nhân loại (Anon. 2010) .

## Từ nguyên
Có nhiều gợi ý về nguồn gốc của từ flamenco như một thuật ngữ âm nhạc, nhưng không có bằng chứng chắc chắn nào cho chúng. Từ trong tiếng Tây Ban Nha có nghĩa là "Flemish" (có nghĩa là "bản địa của vùng Flanders ", thuộc sở hữu một thời của người Tây Ban Nha) (Harper n.d.) ). Động từ tiếng Tây Ban Nha flambear nghĩa là flambé. Từ này không được ghi lại như một thuật ngữ âm nhạc và khiêu vũ cho đến cuối thế kỷ 18, trong cuốn sách Las Cartas Marruecas của José Cadalso (1774) (Akombo 2016).
Một giả thuyết được nhà sử học Andalusia Blas Infante đề xuất, là từ này có nguồn gốc từ thuật ngữ tiếng Ả Rập - Tây Ban Nha fallah mengu, có nghĩa là "nông dân bị trục xuất", ám chỉ những người Andalusia theo đức tin Hồi giáo và những người Moriscos còn lại chạy trốn cùng những người mới đến Roma (Infante 2010; Herrera 2006).
Một giả thuyết khác cho rằng từ flamenco trong tiếng Tây Ban Nha là một dẫn xuất của từ tiếng Tây Ban Nha, có nghĩa là " lửa " hoặc "ngọn lửa". Từ flamenco có thể được sử dụng cho hành vi bốc lửa, có thể được áp dụng cho các nhạc công và người biểu diễn Gitano (Ruiz 2007).

## Palos

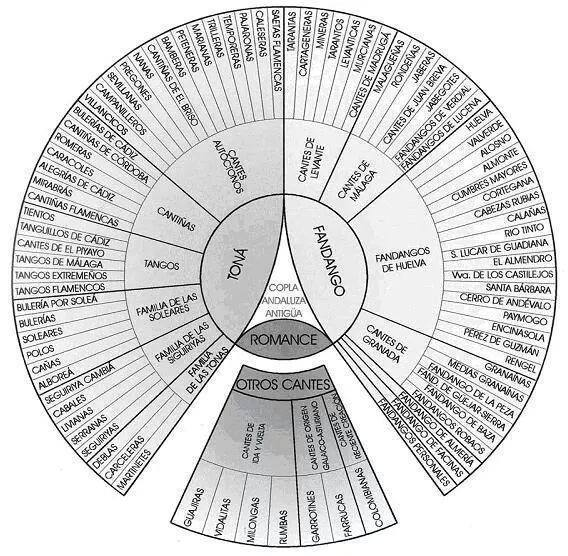
Các palos của Flamenco

Palos (trước đây gọi là cantes) là các phong cách flamenco, được phân loại theo các tiêu chí như kiểu nhịp điệu, chế độ, sự tiến triển của hợp âm, hình thức khổ thơ và nguồn gốc địa lý. Có hơn 50 palos khác nhau, một số được hát không có người đi kèm trong khi những người khác có guitar hoặc nhạc đệm khác. Một số hình thức được khiêu vũ trong khi những hình thức khác thì không. Một số được dành cho nam và một số khác dành cho nữ trong khi một số có thể được biểu diễn bởi cả hai, mặc dù những nét khác biệt truyền thống này đang bị phá vỡ: ví dụ như điệu nhảy Farruca, từng là điệu nhảy của nam giới, giờ đây cũng thường được phụ nữ biểu diễn.
Có nhiều cách phân loại Palos nhưng theo truyền thống chúng được chia thành ba loại: loại nghiêm trọng nhất được gọi là cante jondo (hoặc cante grande), trong khi các dạng phù phiếm nhẹ hơn được gọi là cante chico. Các hình thức không phù hợp với một trong hai loại được phân loại là cante intermedio (Pohren 2005) . Đây là những palos được biết đến nhiều nhất (Anon. 2019; Anon. 2012):
- Alegrías
- Bulerías
- Bulerías bởi soleá (soleá bởi bulerías)
- Caracoles
- Cartageneras
- Fandango
- Fandango de Huelva
- Fandango Malagueño
- Farruca
- Granaínas
- Guajiras
- Malagueñas
- Martinete
- Mineras
- Nanas
- Peteneras
- Rondeñas
- Saeta
- Seguiriyas
- Soleá
- Tangos
- Tanguillos
- Tarantos
- Tientos
- Villancicos

## Âm nhạc

### Cấu trúc
Một buổi độc tấu flamenco điển hình với giọng hát và phần đệm guitar bao gồm một loạt các đoạn (không chính xác là "bài hát") trong các cung điệu khác nhau. Mỗi bài hát là một tập hợp các câu thơ (được gọi là copla, tercio, hoặc letras), được ngắt nhịp bằng các đoạn xen kẽ guitar (falsetas). Các guitarist cũng cung cấp một thiết lập các thanh khiết, Compas (xem dưới đây) và tiến độ của cante (Manuel 2006) thiệu ngắn   Trong một số palos, những bản giả này cũng được chơi với một cấu trúc cụ thể; ví dụ, các sevillanas điển hình được chơi theo mẫu AAB, trong đó A và B là cùng một falseta với chỉ một chút khác biệt ở phần cuối (Martin 2002).

### Hợp âm
Flamenco sử dụng chế độ Flamenco (mà cũng có thể được mô tả như là chế độ Phrygian hiện đại (modo frigio), hoặc một phiên bản hài hòa của âm giai với nốt chính thứ 3), ngoài các âm giai trưởng và thứ thường được sử dụng trong âm nhạc phương Tây hiện đại. Chế độ Phrygian xảy ra trong palos như Solea, và hầu hết các bản nhạc bulerías, siguiriyas, Tangos và tientos.

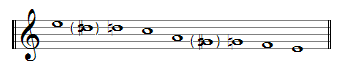
Thang âm E Phrygian giảm dần trong nhạc flamenco, với các thay đổi phổ biến trong dấu ngoặc đơn

Một chuỗi hợp âm điển hình, thường được gọi là " nhịp Andalusia " có thể được xem như trong một Phrygian đã sửa đổi: trong âm giai E, chuỗi là Am – G – F – E (Manuel 2006) . Theo Manolo Sanlúcar, E là tone, F có công năng diatonic là chi phối trong khi Am và G tương ứng đảm nhận các công năng chi phối thấp hơn và trung gian (Torres Cortés 2001)
Các nghệ sĩ guitar có xu hướng chỉ sử dụng hai đảo âm cơ bản hoặc "hình dạng hợp âm" cho hợp âm bổ (âm nhạc), đảo ngược đầu tiên mở E và đảo ngược thứ 3 mở A, mặc dù họ thường chuyển đổi chúng bằng cách sử dụng capo. Các nghệ sĩ guitar hiện đại như Ramón Montoya, đã đưa ra các vị trí khác: bản thân Montoya bắt đầu sử dụng các hợp âm khác để bổ sung cho các đoạn Dorian hiện đại của một số palos; F ♯ cho tarantas, B cho granaínas và A ♭ cho minera. Montoya cũng đã tạo ra một palo mới như một solo cho guitar, rondeña trong C ♯ với scordatura. Các nhạc công guitar sau đã tiếp tục mở rộng các tiết mục của sắc điệu, vị trí âm và scordatura.
Ngoài ra còn có các palos ở chế độ chính; hầu hết cantiñas và alegrías, guajiras, một số bulerías và tonás, và cabales (một loại siguiriyas chính). Chế độ thứ yếu được giới hạn ở Farruca, milongas (trong số cantes de ida y vuelta), và một số kiểu tangos, bulerías, v.v. Nói chung, các palos truyền thống ở chế độ chính và phụ bị giới hạn về mặt hài hòa ở các giai đoạn tiến triển của hai hợp âm (tonic - chủ đạo) hoặc ba hợp âm (tonic - phụ - chủ đạo) (Rossy 1998) . Tuy nhiên, các nghệ sĩ guitar hiện đại đã giới thiệu cách thay thế hợp âm, hợp âm chuyển tiếp và thậm chí cả điều chế.
Fandangos và các palos phái sinh như malagueñas, tarantas và cartageneras là hai phương thức: phần giới thiệu guitar ở chế độ Phrygian trong khi phần hát phát triển ở chế độ chính, điều chỉnh thành Phrygian ở cuối khổ thơ (Rossy 1998).